# Абзак (Шарант)
Абзак (фр. Abzac) насеље је и општина у западној Француској у региону Поату-Шарант, у департману Шарант која припада префектури Конфолан.
По подацима из 2011. године у општини је живело 487 становника, а густина насељености је износила 14,6 становника/km². Општина се простире на површини од 33,35 km². Налази се на средњој надморској висини од 200 метара (максималној 232 m, а минималној 122 m).

## Демографија
| 1962. | 1968. | 1975. | 1982. | 1990. | 1999. | 2011. |
| ----- | ----- | ----- | ----- | ----- | ----- | ----- |
| 649   | 741   | 635   | 556   | 523   | 544   | 487   |

График промене броја становника у току последњих година